# Nationale fietsroute 3 - Noordzuidroute

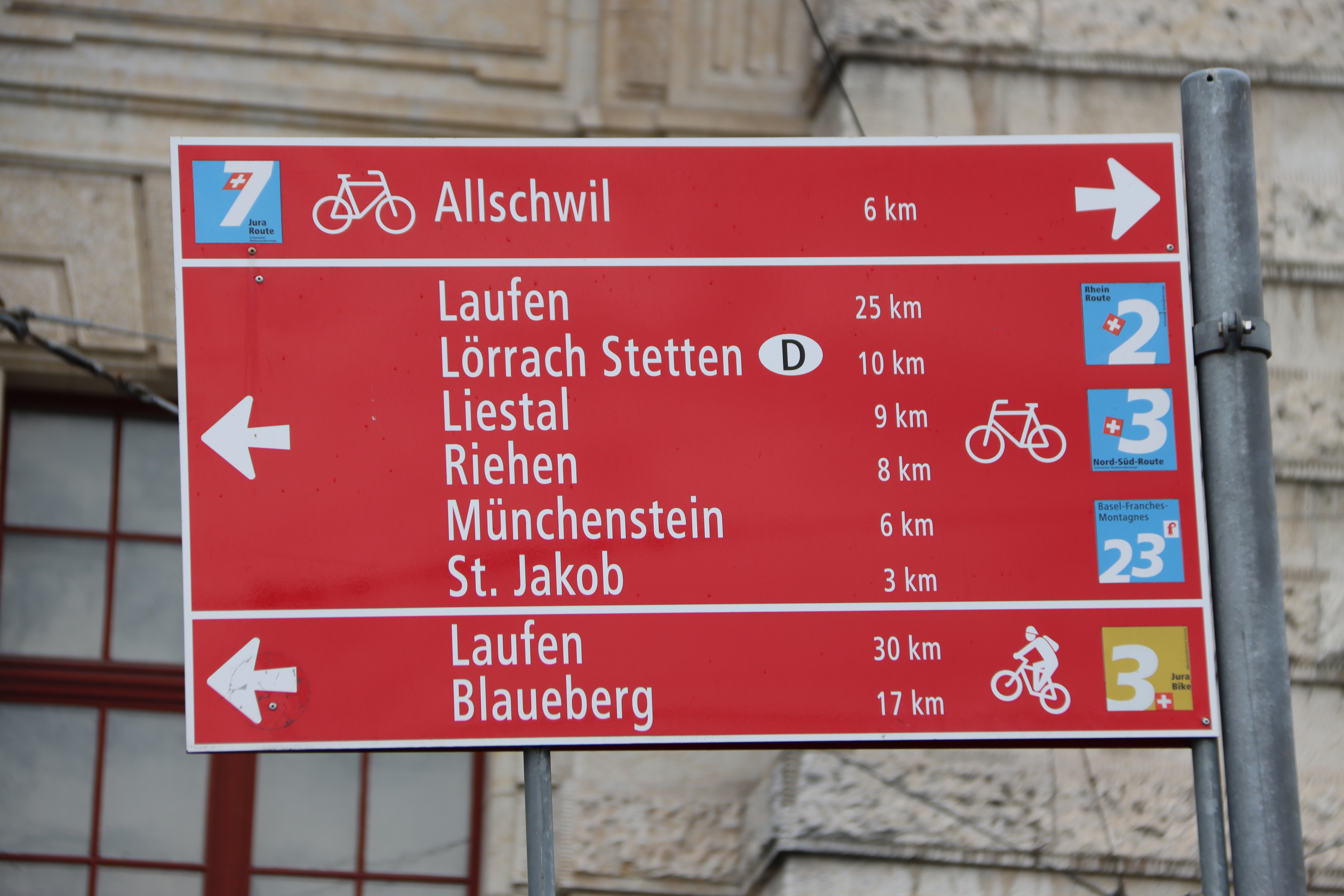

De 3: Nord-Süd-Route is een 365 km lange langeafstandsfietsroute in Zwitserland welke onderdeel is van Fietsnetwerk Veloland Schweiz. De route doorkruist het land van noord naar zuid. De route is bewegwijzerd in twee richtingen en wordt aangegeven met het cijfer 3. De route is in zijn geheel onderdeel van de EuroVelo EV5 Via Romea Francigena.

## Traject
De route start in Bazel. Hier kan worden aangesloten op de EuroVelo EV6 Atlantische kust naar de Zwarte Zee. Ook kan worden aangesloten op de EuroVelo EV15 Rijnroute en op de nationale fietsroutes 2: Rhein-Route en 7 - Juraroute. Verder kan worden aangesloten op de regionale route 97 Dreiland-Radweg welke parallel meeloopt tot Ormalingen.
De route voert door de Tafeljura en daalt daarna af naar het dal van de Aare. In de stad Aarau kruist de route de landelijke routes 5: Mittelland-Route en 8: Aare-Route.
Bij Luzern wordt het Vierwoudstrekenmeer bereikt dat een tijd gevolgd en middels veer overgestoken wordt. Tussen Luzern en Hergiswil loopt de nationale fietsroute 9 - Merenroute parallel mee. Tussen Hergiswil en Flüelen loopt de landelijke route 4: Alpenpanorama-Route parallel mee. In Flüelen verlaat de route het Vierwoudstrekenmeer.   
De route voert omhoog richting Andermatt. Hier kan worden aangesloten op de EuroVelo EV15 Rijnroute en de landelijke route 2: Rhein-Route. Tussen Andermatt en Hospental lopen de EuroVelo EV17 Rhôneroute en de landelijke route 1: Rhone-Route parallel mee. Daarna voert de route over de Gotthardpas.
In Bellinzona sluit de landelijke route 6: Graubünden-Route aan. Ook is er uitzicht op het Lago Maggiore. De route voert langs het Meer van Lugano en eindigt in Chiasso op de grens met Italië waar de EV5 verder kan worden voortgezet.

## Aansluitingen met Europese fietsroutes
- De gehele route is onderdeel van de EuroVelo EV5 Via Romea Francigena.
- In Bazel kan worden aangesloten op de EuroVelo EV6 Atlantische kust naar de Zwarte Zee.
- In Bazel kan worden aangesloten op de EuroVelo EV15 Rijnroute.
- In Andermatt kan worden aangesloten op de EuroVelo EV15 Rijnroute.
- Tussen Andermatt en Hospental loopt de route parallel met de EuroVelo EV17 Rhôneroute.

## Aansluitingen met andere fietsroutes
- In Bazel kan worden aangesloten op de landelijke route 2: Rhein-Route.
- In Bazel kan worden aangesloten op de nationale fietsroute 7 - Juraroute.
- Tussen Bazel en Ormalingen loopt de route parallel met de regionale route Dreiland-Radweg (nummer 97).
- In Aarau kruist de route de landelijke route 5: Mittelland-Route.
- In Aarau kruist de route de landelijke route 8: Aare-Route.
- Tussen Luzern en Hergiswil loopt de route parallel met de nationale fietsroute 9 - Merenroute.
- Tussen Hergiswil en Flüelen loopt de route parallel met de landelijke route 4: Alpenpanorama-Route.
- In Andermatt kan worden aangesloten op de landelijke route 2: Rhein-Route.
- Tussen Andermatt en Hospental loopt de route parallel met de landelijke route 1: Rhone-Route.
- In Bellinzona kan worden aangesloten op de landelijke route 6: Graubünden-Route.
- Onderweg kan op diverse plaatsen worden aangesloten op regionale en lokale routes van Fietsnetwerk Veloland Schweiz.